# Платания (Италия)
Вижте пояснителната страница за други значения на Платания.
Платанѝя (на италиански: Platania) е село и община в Южна Италия, провинция Катандзаро, регион Калабрия. Разположено е на 750 m надморска височина. Населението на общината е 2241 души (към 2012 г.).